# 価格
価格（かかく、英: price）とは、有形・無形の各種の商品（サービスを含む）の取引に際して提示される金額をいう。値段（ねだん）とも呼ばれ、サービスについては料金（りょうきん）ということもある。

## 価格の種類
価格は、それが決まる仕方によって、いくつかの種類に分類されている。

### 市場価格
市場価格とは市場で現実に成立する価格で、基本的には需要と供給の変動によって上下する。例えば、自由な「せり」が行われている野菜市場での野菜の価格である。
生産価格
原価などの生産コストに生産者の利潤を加えた価格。
生産者価格
生産者が流通業者に生産物を販売する際の価格、および政府が生産者から生産物を買い入れる際の価格。
競争価格
完全競争市場で成立する価格で、技術の進歩と生産の向上によって低下する。独占価格に対比して使用される用語である。

### 独占価格
独占価格とは狭義には一社独占の市場での価格をいうが、広義では寡占価格や管理価格のことも指す。
寡占価格
少数の企業が市場を支配している場合の価格で、生産費が下がっても価格が維持されやすい。
管理価格
市場支配力をもつ最も有力な企業がプライス・リーダーとして一定の利潤が確保できるよう価格を設定し、その他の企業がそれに追随する場合の価格。

### 統制価格
統制価格とは政策上の必要から国家によって統制される価格である。例えば、公共料金や公共交通機関の運賃など。

### 消費者の購買心理に関する価格
心理的価格
消費者は特定の商品において一定の価格の範囲内であれば、あまり価格の上下を気にせず購入する価格帯のこと。
習慣価格
特定の商品に対して消費者が習慣的に認めている価格のこと。自動販売機における飲料などが含まれる。
端数価格
値段を「198円」のように端数にすることによって、価格を下げたという印象を消費者に与える価格。日本では一般に「8」や「9」という端数が多く用いられることからイチキュッパともいわれている。
名声価格
バッグや時計など主に奢侈品（ぜいたく品、高級品）に用いられることが多い価格。高価格のほうが品質がいいと判断されることが多いためあえて高価格に設定されている。

### 積算価格
公共事業において作成される予定価格は、競争入札に付される業務の仕様書等と、設計書を組む。そしてこれに基づき、各工種の細部まで厳密に積算されている。この段階の価格が積算価格 (設計書金額) である。
予定価格の前提となる積算価格は、公共工事であれば、契約の目的である公共工事の施工上必要な労働者、建設資材等の取引の実例価格、需給の状況、数量の多寡、履行の離易、履行期間等を考慮して適正に定めなければならないとしている (予決会計令八十の2)。
具体的な積算価格の算出は公共工事発往者が公表している積算基準に基づき行われるが、工事に必要な材料の価格は、原則として入札時における市場価格で、また、労務質金の基本給は公共工事設計労務単価等を使用することとしており、したがって、適正に価格を算定するためには、入札直前の実勢価格を的確に把握することが極めて重要である。
一部の地方公共団体では予定価格の公表に代えて、この設計書金額を公表しているところもある。

## 相対価格と一般物価
経済学者のクヌート・ヴィクセルは、名目価格（一般物価）の変動が、相対価格の変動とは根本的に異質な現象であることを発見した。
ミクロ経済学におけるP（価格）とマクロ経済学におけるP（物価）は、前者は財の相対価格（個別価格）を表すものであるのに対し、後者は単に物価水準を表しており、根本的に別の概念である。
つまり、「ハンバーガーが値上がりした」という場合でも、牛丼などその他のモノの価格はほぼ変わらず物価水準が変化していない場合、ミクロ経済学的な（たとえば牛丼などとの）相対価格の変化を表しているが、マクロ経済学的な一般物価（総合物価）の変化である「インフレーション」ということは表していない。全体（一般物価）は個（相対価格）の単なる足し合わせではなく、すべての市場の相対価格が同時に上昇することは算術的にありえない。
物価の上下は純粋に貨幣的な問題であるので、ミクロ経済学における財市場とは何の関係もない。
価格と物価には次のような違いがある。
価格
価格は、購入される個々の財貨・サービスなど1単位に支払われる貨幣の量のことを指す。広義には、賃金、利子、為替レート、地代も含まれる。
物価
物価とは、一定の範囲（工業製品、消費財、小売商品等）に属する数多くの商品の価格の状態を、他の時点での価格と比較して総合的に表したものである。通常は物価指数として示される。概念的には貨幣の価値が変化することによってのみ変動する。

## 価格と効用
ある財の価格が、全ての人、ひとりひとりの人にとってそれに見合っただけの効用（その人にとっての益、あるいは、主観的な満足）を示していると考えることはできない。たとえばダイヤモンドと水を比べた場合、前者は希少であり価格が高いが、しかし効用はありふれた後者のほうが高いことがある。このことを、アダム・スミスに由来する「価値のパラドックス」という。
経済学者のスティーヴン・ランズバーグは「価格低下によって消費者が得た利益は、生産者の同額の損失によって相殺される。消費者と生産者の双方の利益を勘定に入れれば、価格下落自体はは費用と便益の関係に影響を与えない。しかし、喜ぶ消費者が増えるという事実は、一般に社会的利益であり、便益として計上するべきである。政策分析の重要な仕事は、消費量の増加から生じる消費者余剰の増加分を推計することである」と指摘している。